# Лу Бега
Лу Бега (нім. Lou Bega, справжнє ім'я — Девід Лубега; 13 квітня 1975, Мюнхен) — німецький музикант угандійсько-італійського походження. Широко відомий завдяки пісні Mambo No. 5, що є ремейком інструментального твору Переса Прадо, яка була написана в 1949 році. Лу Бега додав до музики свій власний текст і використав її як семпл.

## Дитинство і юність
Мати Лу Беги народилася в Калабрії (південна Італія), а батько прибув до Німеччини з Уганди в 1972 році для вивчення біології в Мюнхенському університеті Людвіга-Максиміліана. До 6 років Давид проводив більшу частину часу в Італії разом з матір'ю. Надалі вони переїхали на постійне проживання до Мюнхена, де хлопчик поступив в німецьку початкову школу. У 15-річному віці він прожив півтора року в Маямі, крім того, півроку провів в Уганді. В даний час він живе в Берліні.

## Кар'єра
Лу Бега починав свою музичну кар'єру як репер. У 13 років він заснував разом з двома друзями хіп-хоп-групи, а через два роки вони випустили CD. Проживаючи в Маямі, Бега відкрив для себе латиноамериканську музику. Коли він повернувся до Німеччини, місцеві продюсери Гоар Бізенкамп (більш відомий як Goar B) і Ахім Кляйст (Syndicate Musicproduction) розгледіли його талант. Бега підписав контракт із звукозаписною компанією «Lautstark».
Перший же його сингл «Mambo No. 5» миттєво став популярним у всьому світі, зайнявши перше місце в хіт-парадах більшості європейських країн, включаючи Німеччину, Англію і Францію, а також третє місце в США. У Франції сингл утримував 1-е місце в протягом 20 тижнів, що до сьогоднішнього дня є неперевершеним рекордом.
19 липня 1999 року Лу Бега випустив альбом A Little Bit of Mambo. Він зайняв 3-е місце в США і Німеччині, в Англії — лише 50-е. Диск розмістився на 1-му місці в чартах Австрії, Канади, Фінляндії, Угорщини, Португалії, Швейцарії та на Близькому Сході. Наступний сингл, «I Got a Girl», увійшов до першої десятки в ряді європейських країн, включаючи Францію, Фінляндію і Бельгію.
Другий студійний альбом Лу Біжи, Ladies and Gentlemen, вийшов 28 травня 2001 року. Ні сам альбом, ні окремі його пісні не отримали того комерційного успіху, який мав A Little Bit of Mambo. У новому альбомі була записана пісня «Baby Keep Smiling», виконана дуетом з Компан Сегундо, учасником проекту Buena Vista Social Club (в альбомі A Little Bit of Mambo ця ж пісня звучала без нього). На диску Ladies and Gentlemen Лу Бега записав також кавер-версію відомої пісні «Just a Gigolo / I Is not Got Nobody».
Лу Бега є персонажем комп'ютерних ігор «Tropico» (в німецькій її версії звучить і його пісня Club Elitaire), а також Walt Disney's The Jungle Book Rhythm n 'Groove. Лу Бега написав пісню до французького мультсеріалу «Марсупіламі».
Навесні 2010 року Лу Бега випускає новий альбом.